# Ostaš (berg i Tjeckien)
Ostaš är ett berg i Tjeckien.   Det ligger i regionen Hradec Králové, i den nordöstra delen av landet, 140 km öster om huvudstaden Prag. Toppen på Ostaš är 693 meter över havet.
Terrängen runt Ostaš är huvudsakligen kuperad, men söderut är den platt. Runt Ostaš är det ganska tätbefolkat, med 72 invånare per kvadratkilometer. Närmaste större samhälle är Náchod, 16,3 km söder om Ostaš. Omgivningarna runt Ostaš är en mosaik av jordbruksmark och naturlig växtlighet.